# Setra S 516 HD
De Setra S 516 HD of Setra S 516 HD/2 is een touringcarmodel, geproduceerd door de Duitse busfabrikant Setra. Dit model bus is in 2012 geïntroduceerd en verving in 2013 de Setra S 416 GT-HD en Setra S 416 GT-HD/2.

## Inzet
Dit type bus wordt veelal ingezet bij touringcarbedrijven voor toerisme. In Luxemburg wordt de bus ingezet door enkele busbedrijven voor het openbaar vervoer.
| Bedrijf             | Type       | Serie     | Aantal    | Inzet                              | Opmerking              |
| Luxemburg           | Luxemburg  | Luxemburg | Luxemburg | Luxemburg                          | Luxemburg              |
| ------------------- | ---------- | --------- | --------- | ---------------------------------- | ---------------------- |
| Demy Schandeler     | S 516 HD   | DC1024    | 1         | Streekvervoer                      | Fiorano Rosso Edition  |
| Demy Schandeler     | S 516 HD   | DC1031    | 1         | Streekvervoer                      | "Geysir Grey Edition"  |
| Demy Schandeler     | S 516 HD   | DC1033    | 1         | Streekvervoer                      | "Glacier Blue Edition" |
| Simon Tours         | S 516 HD   | ST3058    | 1         | Streekvervoer                      |                        |
| Simon Tours         | S 516 HD   | ST3070    | 1         | Streekvervoer                      |                        |
| Voyages Emile Weber | S 516 HD   | 513       | 1         | Streekvervoer                      |                        |
| Voyages Emile Weber | S 516 HD   | 517-520   | 4         | Streekvervoer                      |                        |
| Voyages Emile Weber | S 516 HD/2 | 501-503   | 3         | Streekvervoer                      |                        |
| Voyages Emile Weber | S 516 HD/2 | 505-512   | 8         | Streekvervoer                      |                        |
| Voyages Emile Weber | S 516 HD/2 | 521       | 1         | Streekvervoer                      |                        |
| Voyages Erny Wever  | S 516 HD   | EW2345    | 1         | Streekvervoer                      |                        |
| Voyages Sales Lentz | S 516 HD/2 | SL3701    | 1         | Streekvervoer                      |                        |
| Voyages Unsen       | S 516 HD   | VU4053    | 2         | Streekvervoer                      |                        |
| Tsjechië            |            |           |           |                                    |                        |
| Eurolines           | S 516 HD/2 | ?         | 3         | Vervoer tussen Praag en Bratislava |                        |
| Zweden              |            |           |           |                                    |                        |
| OJ-Buss AB          | S 516 HD   | EAG626    | 1         | Ekshärad                           |                        |
| Nederland           |            |           |           |                                    |                        |
| Besseling Travel    | S 516 HD/2 | 51 - 53   | 3         | Tour vervoer                       |                        |

## Verwante bustypen

### TopClass
- S 431 DT - 14 meter uitvoering (3 assen, dubbeldeks)
- S 515 HDH - 12 meter uitvoering (3 assen)
- S 516 HDH - 13 meter uitvoering (3 assen)
- S 517 HDH - 14 meter uitvoering (3 assen)
- S 531 DT - 14 meter uitvoering (3 assen, dubbeldeks)

### MultiClass
- S 510 LE - 11 meter lage instap uitvoering (2 assen)
- S 515 LE - 12 meter lage instap uitvoering (2 assen)
- S 516 LE - 13 meter lage instap uitvoering (2 assen)
- S 518 LE - 14 meter lage instap uitvoering (3 assen)

### ComfortClass
- S 511 HD - 11 meter verhoogde uitvoering (2 assen)
- S 515 HD - 12 meter verhoogde uitvoering (2 assen)
- S 515 MD - 12 meter uitvoering (2 assen)
- S 516 MD - 13 meter uitvoering (3 assen)
- S 517 HD - 14 meter verhoogde uitvoering (3 assen)
- S 519 HD - 15 meter verhoogde uitvoering (3 assen)